# 塔洛韋
48°18′47″N 39°40′3″E / 48.31306°N 39.66750°E
塔洛韋（烏克蘭語：Талове）是位於烏克蘭東部的市級鎮，由盧甘斯克州卢甘斯克区的青年近衛軍城市鎮負責管轄。該鎮距離克拉斯諾頓6公里，始建於1815年，海拔高度121米，2013年人口1,418。